# レイザーラモン
レイザーラモンは、吉本興業所属のお笑いコンビ。1997年7月結成。NSC大阪校17期と同期扱い。

## メンバー
HG（エイチジー、1975年12月18日 - ）（49歳）
- 兵庫県神戸市垂水区出生、加古郡播磨町出身。
- 同志社大学商学部卒業。
- 本名：住谷 正樹（すみたに まさき）
- 左利き。
- 元々はボケを担当し、ハードゲイキャラ、存在自体がボケと言えるが、『THE MANZAI』などへの出演以降はツッコミを担当する。漫才ではハードゲイキャラは一切出さないが、ツッコミの際に「セイ!」を取り入れることもある。

RG（アールジー、1974年6月8日 - ）（51歳）
- 愛媛県八幡浜市出身。
- 立命館大学経済学部卒業。
- 本名：出渕 誠（いずぶち まこと）
- 元々はツッコミを担当していたが、レイザーラモンHGのブレイクを期に類似キャラ「レイザーラモンRG」となり、ダブルボケのような状態となる。以降、「シルバーウルフ」「市川AB蔵」「あるある言いたい」などのピン芸のネタを増やし、『THE MANZAI』などへの出演以降はボケを担当する。

## 来歴
大学時代は、2人は共に大学サークルのプロレス同好会に所属していた。住谷は同志社大学商学部の学生で、プロレス研究会ではリングネームは「ギブアップ住谷」で、出渕は立命館大学経済学部の学生で、プロレス同好会ではプロレスラー新崎人生をもじった「チン先真性」のリング名で活動していた。同大と立命大のプロレス同好会は定期戦などで互いに交流があり、住谷と出渕はしばしば顔を合わせていた。共に学内チャンピオンを獲得した経験を持つ2人であるが、当時はそれほど仲が良いわけではなかった。しかし、住谷の華のあるキャラクターや面白さに目をつけた出渕が、卒業記念として「お笑いオーディションを一緒に受けよう」と住谷を誘い、1997年7月にお笑いコンビ「レイザーラモン」を結成した。コンビ名は、スコット・ホールがWWF時代に名乗っていたリングネーム「レイザー・ラモン」に由来する。
心斎橋筋2丁目劇場のオーディションライブ「SABIKI」を受けてみたところ合格し、同劇場への出演で腕を磨いた。さらに、「今宮子供えびすマンザイ新人コンクール」では1997年の福笑い大賞を受賞した。大学卒業後はそれぞれ就職し、住谷は生活協同組合コープこうべ、出渕はトヨタ自動車のディーラーで働いていた。しかし、二人は、お笑いの道を諦め切れず、程なく脱サラして吉本興業に入った。初舞台が1997年のため、バイきんぐ、青空、ゴリけん、ヤナギブソンらの大阪NSC17期と同期扱いであるが、本格的な活動を開始したのは1998年4月になり、同年デビューの福田充徳（チュートリアル）ともお互い同期として接している。
- 1999年
  - バッファロー吾郎プロデュースの『爆笑新ネタ逆転満塁ホームラン寄席』に初出演し、本格的にプロとして活動を始めた。吉本の同世代では珍しいNSC非出身者。
  - 10月、『クヮンガクッ』（毎日放送）で、初のテレビ番組のレギュラーとなる。しかし翌年3月、「悲しみの豆板醤事件」が仇となり降板した。
- 2000年
  - 「ABCお笑い新人グランプリ」では審査員特別賞を受賞。
  - 『新しい波8』（フジテレビ）に3度出演。しかし、後に同番組から派生して開始した『はねるのトびら』（フジテレビ）のレギュラーには選出されなかった。
- 2001年
  - 11月、吉本新喜劇に加入。いずれも若手ではセリフが多い方で、共に様々な役柄を演じた。

### レイザーラモンHGのブレイク
- 2002年から、住谷正樹がハードゲイキャラクターのレイザーラモンHGとしての活動を開始。言葉尻に、「フゥー」（「フォー!」とも）などと叫び、ポーズを決め、様々な番組やイベントに登場した（ちなみに、HGは住谷（本名）に宿った別人格という設定が本人によって後付けされている）。
- 2003年、小籔千豊とユニット『ビッグポルノ』を結成。
- 2005年2月に爆笑問題の番組『爆笑問題のバク天!』で、なかやまきんに君のバーターとして出演したことがきっかけで多くの人に知られるようになりブレイクする（番組では「レイザーラモン住谷」の名義で登場）。毎週のように住谷がメインのロケ企画が放送された。
- 2005年5月1日、関西のゲイカルチャーの中心地として知られる堂山町のクラブ『Explosion』で、単独ライブ『堂山フー!!! 〜Do Your Man Who?』を開催。なかやまきんに君をトークゲストに迎え、コント、漫才などネタ見せの他、ビッグポルノのVTR作品などを上演した。
- HGを真似て出渕誠はレイザーラモンRG（REAL GAY：リアルゲイ）というキャラクターを作った。HGのブレイクに便乗し「ハードゲイの愛人」という設定で無理矢理登場したものの、HGは「絡み辛い」などと困惑し、RGというキャラクター自体HGのパクリ（衣装、言動等）であるため、明石家さんまやダウンタウンなどに呆れられていた。また、当初はRGの名はHGの真似をしている時にのみ使用していたが、その後出渕が他の衣装を着て他のキャラクターを演じている時もRGを名乗るようになり、実質的に出渕の芸名になった。
- RG登場以後、HGが先輩芸人にRGの愚痴をこぼしたり、RGがコンビ解散をHGに提案するなど、両者の関係が悪化してきている事を漏らした。しかしHGは、ブレイクした2005年には番組や自著などで「来年は私だけでなく、出渕と一緒にコンビで売れるようになりたい」という希望を明かしていた。以後、RGにも仕事のオファーが来るようになり、コンビでの仕事も増加した。
- プロレスイベント『ハッスル』には最初にHG、少し遅れてRGが参戦するようになってからは、二人ともプロレスの仕事が本業お笑い以上に多くなり、必然的にタッグを組むことも多くなった。しかし、HGが怪我により離脱中にハッスルは資金難により活動休止を表明し、レスラーとしては引退することになった。
- 細木数子の番組「ズバリ言うわよ」に2005年に出演した際ディレクターとの打ち合わせで「細木さん気に入ると思いますからガンガン行っちゃいましょう」という言葉に調子に乗り、本番でやり過ぎてしまい細木は激怒し鑑定拒否をされてしまったことがある。
- 2021年2月よりHGは「ホットガイ」の略称となり[9]、あわせてRGは「リアルガイ」の略称になるなど設定を変更した。

### RGの活躍とHG人気の衰退
- 2009年7月、レイザーラモンHGがハッスルの興行で左足かかとを粉砕骨折する大怪我を負い、しばらく、病院に入院した。それ以降、相方のレイザーラモンRGに仕事のオファーが増え、単独でのテレビ出演が増えた。「シルバーウルフ」や「市川AB蔵」など、キャラクターの路線変更を頻繁に繰り返してきたレイザーラモンRGであったが、それと同時に「なかなか言わないあるあるネタ」などRG個人としてのネタも増やし、活動の場を広げていった。対照的に、レイザーラモンHGというキャラクターの需要は減っていき、ファンからもその芸風を飽きられ、人気は低下していった。また時代の流れとしてLGBTを笑いのネタにするような芸風は社会的に受け入れられなくなり、ますます活動は困難になっていった。その時、その社会的風潮の変化を感じたHGは「そのキャラクターをやめるタイミングを失ってしまった」と漏らしていた。左足かかとの怪我から復帰以降は、レーザーラモンHGは従来のサングラスや衣装を外し、自身の芸風を大胆に変更し、素顔の状態での活動を積極的に始めた。以降、「HG、RGはいらない。住谷、出渕で漫才したいんや!!」といったタイトルのライブを開催するなど、漫才コンビとしても精力的に活動し、2012年にはTHE MANZAI認定漫才師、2013年には決勝に進出。結果は8位だった。
- 2014年のR-1ぐらんぷりではRGが決勝進出し3位。スティーブ・ジョブズに扮した。

## 芸風
- 大学時代にプロレスに没頭していた事もあり、プロレスの要素をネタに組み込む事が多い。例として、ちょっとしたきっかけで互いに譲らず口論になり、取っ組み合いに発展。出渕が「ハードゲイやっちゃっていいですか〜!?」と客を煽り「マコト!マコト!（RG!RG!）」と声援を要求する。そのままローリングソバットで住谷を攻めるが、住谷はこれをかわしてヒップアタックで逆襲。うつ伏せに倒れ込んだ出渕の膝に足を掛けると、今度は逆に「出渕（RG）やっちゃっていいですか〜!?」と絶叫。腰を振りながら「ハードゲイ!ハードゲイ!（マサキ!マサキ!）」とアピールし、そのまま後転してロメロ・スペシャルで出渕を締め上げる。
  - RGのハッスル参戦時の記者会見でも、このコントネタを応用し、2人でプロレス技を掛け合った。
- バッファロー吾郎A（バッファロー吾郎）も、若手時代にプロレスを織り込んだネタをやっていたことから、2人に師事。
- 午前中の舞台でも、臆せず下ネタを披露する。

## エピソード

### 悲しみの豆板醤事件
1999年に始まった、レイザーラモンの初レギュラー番組『クヮンガクッ』（毎日放送）。しかし、番組内では空回りすることが多く、レギュラー当落線上に追い込まれた。そんなある日、番組のスタッフに誘われて焼肉店に食事に出かけることに。食事が終わりかけの頃、スタッフは2人に「もう一度チャンスをやるわ。ここで意気込みを見せてみい」と言われた。すると2人は勘違いし、まず出渕誠（RG）が突然テーブルに置いてあった豆板醤を一気飲みしてみせた。あまりの辛さに悶絶する相方の姿を目の当たりにした住谷正樹（HG）は「俺も何かせなあかん」という衝動に駆られ、まずロースターに手を押し付けようとしたものの、既に肉を焼き終わった鉄板は冷え切っていた。ならば、と店の窓から飛び降りようとしたものの、店はビルの2Fにあり、インパクトがない。追い詰められた（?）住谷は、テーブルに置いてあった豆板醤のビンを手に取ると、それを眼球に擦り付けるという暴挙に出た。当然の如く、住谷は「熱い〜!!!」とその場で悶絶。ひたすら洗面所で目を洗い続ける羽目になった。結局、レイザーラモンは『クヮンガクッ』のレギュラーからわずか3回の出演で降板することになってしまった。

### THE MANZAI 2013
2013年のTHE MANZAIに決勝進出し、「ファッションショー」という設定でHGが服を脱いでいくネタを披露したため、ビートたけしに「フランス座じゃねえんだから（フランス座はたけしの古巣で、かつて、ストリップショーが行われていた）」とコメントされた。その後の投票後、オール巨人（オール阪神・巨人）が「個人個人でやっていく力がある、その中で漫才を選んでくれた。ありがとう。裸になって誰かに怒られると言っていたけど、俺が怒る」とコメントした。オール巨人は、芸に厳しいというイメージがあることから「俺が怒る」発言が注目されたものの、実際の番組後には逆に激励されたという。

## 賞レースでの戦績

### M-1グランプリ
| 年度   | 成績       | 会場              | 日時       | 備考             |
| ------ | ---------- | ----------------- | ---------- | ---------------- |
| 2003年 | 3回戦進出  | NGKスタジオ       | 2003/11/16 |                  |
| 2004年 | 2回戦進出  | NGKスタジオ       | 2004/11/06 |                  |
| 2005年 | 準決勝進出 | ルミネtheよしもと | 2005/12/10 | 敗者復活戦不参加 |

### THE MANZAI
| 年度   | 成績                     | 備考                                 |
| ------ | ------------------------ | ------------------------------------ |
| 2012年 | 本戦サーキット44位       | 認定漫才師                           |
| 2013年 | 決勝進出（Aグループ4位） | 認定漫才師、本戦サーキット8位        |
| 2014年 | 本戦サーキット13位       | 認定漫才師、ワイルドカード決定戦進出 |

### THE SECOND 〜漫才トーナメント〜
| 年     | 結果                          |
| ------ | ----------------------------- |
| 2025年 | ノックアウトステージ32→16進出 |

## 出演

### TV
- 新しい波8（フジテレビ、2000年6月2日）
- エンタの神様（日本テレビ） キャッチコピーは「異色の演GAYコンビ」
- 爆笑オンエアバトル（NHK総合）戦績0勝1敗 最高117KB
- ウンナン極限ネタバトル! ザ・イロモネア 笑わせたら100万円（TBSテレビ、2006年3月1日） ※2ndステージ敗退。
- お笑いDynamite!（TBSテレビ） キャッチコピーは「HGとRGのタッグコント」
- タカアンドトシのどぉーだ!（北海道文化放送） 2008年1月26日限り、特別ゲストとして出演した。
- 今夜もハッスル（サンテレビ）
- 新春ホワイトカーペット（フジテレビ） キャッチコピーは「ハード&リアル」
- 爆笑レッドカーペット（フジテレビ） キャッチコピーは「ハード&リアル」→「お笑い界の最強タッグ」､「元旦からあるある言いたい」(RGのみ)
- ENGEIトライアウト（フジテレビ）
- ENGEIグランドスラム（フジテレビ）キャッチコピーは「遠回りして辿り着いた漫才のリング　笑いの最強タッグ」
- 芸能人格付けチェック2018　お正月スペシャル（朝日放送）大予選会に出場
- オールスター後夜祭（2018年10月7日[13]・2021年3月28日（RGのみ）・10月10日（RGのみ）・2022年10月2日・2023年10月15日・2024年4月7日・2024年10月6日・2025年3月30日、TBSテレビ）

#### CM
- フマキラー（2006年） - 2人揃ってでの出演。
- ドワンゴ - 2人揃ってでの出演。
- 地球防衛軍4 - 2人揃ってでの出演。

### 映画
- ドロップ（2009年3月20日公開、角川映画） - 加藤宏次郎 役（HGのみ）
- さらば愛しの大統領 （2010年11月6日公開、アスミック・エース） - スッパイダーマン 役（HGのみ）
- サンブンノイチ（2014年4月1日公開、KADOKAWA・吉本興業） - 渋柿ボディーガード 役（HGのみ）
- GANTZ:O（2016年10月14日公開、東宝）島木譲二 役（HG）[14]、室谷信雄 役（RG）[15]
- 宇宙戦隊キュウレンジャー THE MOVIE ゲース・インダベーの逆襲（2017年8月5日公開、東映） - オーモ・インダベーの声（HG）、カール・インダベーの声（RG）役

### ネット配信
- 火花 第8話（2016年6月3日、Netflix）[16]

## 受賞歴
- 1997年 第18回 今宮こどもえびすマンザイ新人コンクール 福笑い大賞[1]
- 2000年 ABCお笑いグランプリ 審査員特別賞[1]
- 2005年 流行語大賞[1]

## 出囃子
2024年7月27日まではシティ・オブ・プラハ・フィルハーモニック・オーケストラ「特攻野郎Aチーム」
2024年7月28日からはサミ・ゼインのテーマ　「Worlds Apart」

## CD
- 「YOUNG MAN」（HGのみ）※「男なら腰を振れ」など、HGならではの解釈が印象的。

シモネタヒップホップユニット『ビッグポルノ』の作品は、当該項目を参照。

## 関連人物
- バッファロー吾郎
- ケンドーコバヤシ
- レイザーラモンHG
- レイザーラモンRG